# Thunderbird Classic 1974
Il Thunderbird Classic 1974 è stato un torneo di tennis giocato sul cemento. È stata la 4ª edizione del torneo, che fa parte del Virginia Slims Circuit 1974. Si è giocato a Phoenix negli USA, dal 7 al 13 ottobre 1974.

## Campionesse

### Singolare
Virginia Wade ha battuto in finale  Helen Gourlay con il punteggio di 6–1, 6–2

### Doppio
Françoise Dürr /  Betty Stöve hanno battuto in finale  Mona Schallau /  Pam Teeguarden con il punteggio di 6–3, 5–7, 6–3